# Kilbäcksskiftet
Kilbäcksskiftet är ett naturreservat i Härjedalens kommun i Jämtlands län.
Området är naturskyddat sedan 2002 och är 1 396 hektar stort. Reservatet omfattar toppen av fjället Hållfjället och dess sluttning i sydost. Reservatet består av kalfjäll, fjällbjörkskog, barrskog och myrmark. 